# Andriej Miszyn
Andriej Michajłowicz Miszyn, ros. Андрей Михайлович Мишин (ur. 28 maja 1979) – rosyjski bokser, złoty medalista Mistrzostw Europy 2002 w Permie w kategorii lekkośredniej, srebrny medalista Mistrzostw Europy 2000 w Tampere w kategorii lekkośredniej, złoty medalista Mistrzostw Europy Juniorów 1997 w Birmingham w kategorii lekkopółśredniej, uczestnik Letnich Igrzysk Olimpijskich 2000 w Sydney, złoty medalista Igrzysk Dobrej Woli 1998 w Nowym Jorku w kategorii półśredniej. W roku 1999 i 2002 był mistrzem Rosji w kategorii lekkośredniej.

## Kariera
W czerwcu 1997 został mistrzem Europy juniorów w kategorii lekkopółśredniej. W 1/8 finału pokonał na punkty (8:1) Francuza Jean-Phillipe Diona, w ćwierćfinale na punkty (10:8) Irlandczyka Paula Stephensa, a w walce finałowej pokonał przed czasem Azera Sahiba Bağırova.
W lipcu 1998 zdobył złoty medal na Igrzyskach Dobrej Woli 1998, które rozgrywane były w Nowym Jorku. W ćwierćfinale pokonał na punkty (5:0) Argentyńczyka Guillermo Saputo, zapewniając sobie miejsce na podium. W półfinale pokonał na punkty reprezentanta Stanów Zjednoczonych Miguela Espino, wygrywając ogromną przewagą (17:0), a w finale Amerykanina Larry'ego Mosleya.
W maju 2000 zdobył srebrny medal na Mistrzostwach Europy 2000 w Tampere. W 1/8 finału pokonał na punkty (15:1) Turka Gökhana Kazaza, w ćwierćfinale reprezentanta Białorusi Malika Djarrę, w półfinale Nikolę Sjeklocę, a w finale przegrał z reprezentantem Niemiec Adnanem Ćaticiem. We wrześniu tego samego roku reprezentował Rosję na Letnich Igrzyskach Olimpijskich 2000 w Sydney. Rosjanin odpadł w 1/16 finału, przegrywając z Francuzem Frédérikiem Estherem.
W lipcu 2002 zdobył złoty medal na mistrzostwach Europy w Permie. W finale pokonał Niemca Lukasa Wilaschka.